# 荣安固伦公主
荣安固伦公主（1855年6月20日—1875年2月5日），咸丰帝的庶长女，亦是其唯一的女儿，宫中日常称为大公主。生母為麗妃他他拉氏。

## 生平
咸豐五年五月初七日（1855年6月20日）出生。大公主出生時，先是僧格林沁大敗太平軍，擒林鳳祥、李開芳，凱旋班師。四天之後又是康慈皇貴太妃的壽辰。咸豐帝因欠安而取消了康慈皇貴太妃壽辰的正式行禮和看戲，但在大公主洗三那天，咸豐帝祭完地壇後，就陪同康慈皇貴太妃去探望麗嬪母女。同日，大公主生母麗嬪他他拉氏因“诞育大公主”而詔封為丽妃，他他拉氏亦開始得寵。
咸豐帝死後，生母麗妃晉為麗皇貴妃。由於大公主是咸豐帝唯一的女兒，所以慈安太后、慈禧太后都把大公主視作親生女兒看待而對她疼愛有加。同治五年九月，奉兩宮皇太后懿旨，將大公主指配給世襲一等雄勇公符珍為妻。同治九年九月，大公主被破格封為榮安固倫公主(一般庶皇女應被封為和碩公主)
:109。
同治十二年八月十八日，榮安固倫公主与符珍成婚。隨公主出宮服役之首領太監及媽媽嫫嫫、燈火水上婦人等依照壽恩固倫公主下嫁時的例子，隨出人役均被准許以原先所食宮內月銀米石當差。公主與額駙成婚前一天，公主府曾供奉咸豐帝的遺念；成婚次日，麗皇貴妃從紫禁城慈祥門起行前往公主府；八月二十六日，公主同額駙回宮歸寧謝恩，大公主先向兩宮皇太后、同治帝、皇后阿魯特氏行禮，後又前往壽康宮向生母麗皇貴太妃行禮:110。
同治十三年十二月二十八日，兩宮皇太后及麗皇貴妃前往大公主之府探望在病中的大公主，當時公主之病情已被形容為「頭項皆滿，危征也」；十二月二十九日（1875年2月5日），丽皇贵妃从寿康宫后铁门起行前往公主府，不久公主就因產後患上天花而逝世，年僅十九歲。奏摺中，可見大公主死前「病中恍惚言文宗與先皇同行」。此前，距離其弟同治帝駕崩僅二十四日。
光绪元年（1875年）某月十八日，公主金棺由府第奉移，至静安庄暂安。二月初七日，和硕恭亲王奕訢面奉谕旨，公主每月房租银一百三十两赏给额驸符珍。府第、恩赏陪嫁、妆奁收回。光绪三年（1877年）九月初六，公主下葬于清河八家村:111。
由於同治、光緒二帝皆未有子嗣，因此大公主成為清朝（乃至整个帝制时代）最後一位皇女:111、皇帝親生的公主。